# Senné, Veľký Krtíš
Senné este o comună slovacă, aflată în districtul Veľký Krtíš din regiunea Banská Bystrica. Localitatea se află la altitudinea de 268 m deasupra n.m., se întinde pe o suprafață de 15,88 km2 și în 2017 număra 201 locuitori.

## Istoric
Localitatea Senné este atestată documentar din 1249.

## Demografie
| An:                | 1994 | 2004   | 2014   | 2024    |
| ------------------ | ---- | ------ | ------ | ------- |
| Număr de persoane: | 240  | 231    | 229    | 194     |
| Diferență:         |      | −3,75% | −0,86% | −15,28% |

| An:                | 2023 | 2024   |
| ------------------ | ---- | ------ |
| Număr de persoane: | 190  | 194    |
| Diferență:         |      | +2,10% |